# Monumentul lui Grigori Grigorevici Leadov din Singureni
Monumentul lui Grigori Grigorevici Leadov este un monument amplasat în Singureni, raionul Rîșcani, Republica Moldova. Este un monument de artă de importanță națională inclus în Registrul monumentelor Republicii Moldova ocrotite de stat cu nr. 2145 (raionul Rîșcani). Datează din 1971.